# Ульф Кірстен
Ульф Кірстен (нім. Ulf Kirsten, нар. 4 грудня 1965, Різа) — німецький футболіст, що грав на позиції нападника. Виступав за клуби «Динамо» (Дрезден) та «Баєр 04», а також національну збірну Німеччини.

## Клубна кар'єра
Народився 4 грудня 1965 року в місті Різа. Вихованець місцевих дитячих команд «Різа Родерау» і «Сталь». В 13 років отримав запрошення від футбольної школи дрезденського «Динамо».
У дорослому футболі дебютував 1983 року виступами за команду східнонімецького клубу «Динамо» (Дрезден), в якій провів сім сезонів, взявши участь у 154 матчах чемпіонату. Більшість часу, проведеного у складі дрезденського «Динамо», був основним гравцем атакувальної ланки команди. У складі дрезденського «Динамо» був одним з головних бомбардирів команди, маючи середню результативність на рівні 0,37 голу за гру першості.
Після возз'єднання Німеччини у 1990 став одним з перших східнонімецьких футболістів, що почали виступати за команди донедавна Західної Німеччини, перейшовши до ліверкузенського «Баєр 04», за який відіграв 13 сезонів. Протягом усього часу був провідним форвардом клубу. Найрезультативніший нападник німецького футболу кінця двадцятого сторіччя. В бундеслізі забив 181 гол в 350 матчах (5-й результат в історії). В єврокубках провів 75 матчів, 40 забитих м'ячів. Завершив професійну кар'єру футболіста в 2003 році.

## Виступи за збірні
1985 року дебютував в офіційних матчах у складі національної збірної НДР, після возз'єднання Німеччини у 1990 продовжив виступи за збірну об'єднаної Німеччини, до лав якої викликався до 2000 року. Сумарно за обидві національні команди провів рівно 100 офіційних матчів, забивши 35 голів.
У складі збірної Німеччини був учасником чемпіонату світу 1994 року у США, чемпіонату світу 1998 року у Франції, чемпіонату Європи 2000 року у Бельгії та Нідерландах.

## Титули і досягнення

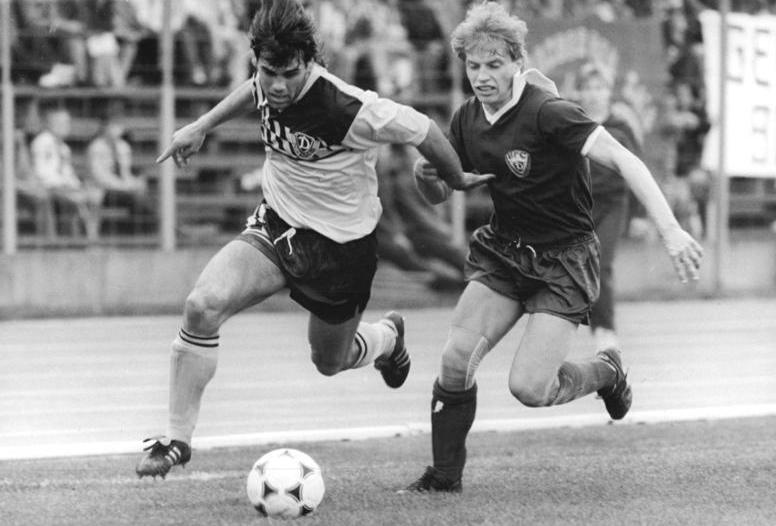

### Командні
- Чемпіон НДР (2): 1989, 1990
- Володар кубка НДР (2): 1985, 1990
- Володар кубка Німеччини (1): 1993

### Особисті
- Найкращий бомбардир німецької Бундесліги: 1993, 1997, 1998.
- Найкращий футболіст НДР: 1990

## Статистика
| Клуб                   | Сезон              | Ліга | Ліга | Кубки | Кубки | Єврокубки | Єврокубки | Єврокубки | Всього | Всього |
| Клуб                   | Сезон              | Ігри | Голи | Ігри  | Голи  |           | Ігри      | Голи      | Ігри   | Голи   |
| ---------------------- | ------------------ | ---- | ---- | ----- | ----- | --------- | --------- | --------- | ------ | ------ |
| «Динамо» (Дрезден)     | 1983/84            | 11   | 1    | 3     | 1     |           |           |           | 14     | 2      |
| «Динамо» (Дрезден)     | 1984/85            | 25   | 7    | 8     | 1     | КК        | 6         | 1         | 39     | 9      |
| «Динамо» (Дрезден)     | 1985/86            | 24   | 7    | 8     | 4     | КК        | 6         | 2         | 38     | 13     |
| «Динамо» (Дрезден)     | 1986/87            | 23   | 11   | 4     | 2     |           |           |           | 27     | 13     |
| «Динамо» (Дрезден)     | 1987/88            | 22   | 7    | 3     | 0     | КУ        | 2         | 0         | 27     | 7      |
| «Динамо» (Дрезден)     | 1988/89            | 24   | 14   | 3     | 1     | КУ        | 6         | 5         | 33     | 20     |
| «Динамо» (Дрезден)     | 1989/90            | 25   | 10   | 5     | 5     | КЄЧ       | 1         | 0         | 32     | 15     |
| «Динамо» (Дрезден)     | 1989/90            | 25   | 10   | 1     | 0     | КЄЧ       | 1         | 0         | 32     | 15     |
| «Динамо» (Дрезден)     | Усього             | 154  | 57   | 35    | 14    |           | 21        | 8         | 210    | 79     |
| «Баєр 04» (Леверкузен) | 1990/91            | 32   | 11   | 2     | 2     | КУ        | 5         | 2         | 39     | 15     |
| «Баєр 04» (Леверкузен) | 1991/92            | 23   | 12   | 1     | 1     |           |           |           | 24     | 13     |
| «Баєр 04» (Леверкузен) | 1992/93            | 33   | 20   | 7     | 3     |           |           |           | 40     | 23     |
| «Баєр 04» (Леверкузен) | 1993/94            | 28   | 12   | 3     | 1     | КК        | 4         | 5         | 36     | 19     |
| «Баєр 04» (Леверкузен) | 1993/94            | 28   | 12   | 1     | 1     | КК        | 4         | 5         | 36     | 19     |
| «Баєр 04» (Леверкузен) | 1994/95            | 27   | 15   | 1     | 0     | КУ        | 9         | 10        | 37     | 25     |
| «Баєр 04» (Леверкузен) | 1995/96            | 29   | 8    | 3     | 2     |           | 4         | 3         | 36     | 13     |
| «Баєр 04» (Леверкузен) | 1996/97            | 29   | 22   | 1     | 0     |           |           |           | 30     | 22     |
| «Баєр 04» (Леверкузен) | 1997/98            | 27   | 22   | 4     | 3     | ЛЧ        | 9         | 2         | 40     | 27     |
| «Баєр 04» (Леверкузен) | 1998/99            | 31   | 19   | 4     | 3     | КУ        | 3         | 2         | 38     | 24     |
| «Баєр 04» (Леверкузен) | 1999/00            | 27   | 17   | 2     | 2     | ЛЧ        | 6         | 4         | 35     | 23     |
| «Баєр 04» (Леверкузен) | 2000/01            | 29   | 12   | 3     | 2     | ЛЧ        | 2         | 1         | 36     | 17     |
| «Баєр 04» (Леверкузен) | 2000/01            | 29   | 12   | 3     | 2     | КУ        | 2         | 2         | 36     | 17     |
| «Баєр 04» (Леверкузен) | 2001/02            | 32   | 11   | 6     | 3     | ЛЧ        | 14        | 4         | 52     | 18     |
| «Баєр 04» (Леверкузен) | 2002/03            | 3    | 0    | 2     | 0     |           |           |           | 5      | 0      |
| «Баєр 04» (Леверкузен) | Усього             | 350  | 181  | 40    | 23    |           | 58        | 35        | 448    | 239    |
| Загалом за кар'єру     | Загалом за кар'єру | 507  | 242  | 75    | 37    |           | 79        | 43        | 661    | 322    |

Статистика виступів у національній збірній:
| Команда            | Рік                | Ігри | Голи |
| ------------------ | ------------------ | ---- | ---- |
| НДР                | 1985               | 7    | 1    |
| НДР                | 1986               | 9    | 2    |
| НДР                | 1987               | 9    | 4    |
| НДР                | 1988               | 8    | 0    |
| НДР                | 1989               | 11   | 4    |
| НДР                | 1990               | 5    | 3    |
| НДР                | Усього             | 49   | 14   |
| Німеччина          | 1992               | 3    | 0    |
| Німеччина          | 1993               | 6    | 2    |
| Німеччина          | 1994               | 4    | 3    |
| Німеччина          | 1995               | 4    | 1    |
| Німеччина          | 1996               | 1    | 0    |
| Німеччина          | 1997               | 7    | 5    |
| Німеччина          | 1998               | 16   | 5    |
| Німеччина          | 1999               | 5    | 1    |
| Німеччина          | 2000               | 5    | 3    |
| Німеччина          | Усього             | 51   | 21   |
| Загалом за кар'єру | Загалом за кар'єру | 100  | 35   |